# USS Tuscaloosa (CA-37)
Pour les autres navires du même nom, voir USS Tuscaloosa.
L'USS Tuscaloosa est un croiseur lourd de classe New Orleans. Il sert dans l'United States Navy de 1934 à 1946 et est finalement vendu pour démolition en 1959. Au cours de sa carrière, il sert aux Antilles et dans l'océan Atlantique avant de rejoindre en janvier 1945 le Pacifique où il participe aux bombardements d'Iwo Jima et d'Okinawa.
À noter que le navire n'a jamais été endommagé contrairement à ses six sister-ships, trois d'entre eux ayant été coulés et les trois autres sévèrement endommagés.

## Histoire
Après le débarquement en Normandie, il participe au bombardement de Cherbourg le 25 juin 1944.

## Récompenses
Le navire a reçu sept battle stars pour son service pendant la Seconde Guerre mondiale.